# Ctenopelta
Ctenopelta is een geslacht van weekdieren uit de klasse van de Gastropoda (slakken).

## Soort
- Ctenopelta porifera Warén & Bouchet, 1993